# Cattedrale di San Lorenzo (Praga)
La cattedrale di San Lorenzo sul Petřin (in ceco Kostel svatého Vavřince na Petříně) è la cattedrale della Chiesa vetero-cattolica della Repubblica ceca, situata sul colle Petřín a Praga.

## Storia
La prima citazione è dell'anno 1135. Si ritiene che sia stata costruita nel 991 da sant'Adalberto al posto di un centro di culto pagano, come indicano la statua del 1824 e l'affresco nella sagrestia del 1735. Il nome tedesco Laurenziberg per il monte Petřin deriva da questa chiesa. Sotto Carlo IV di Lussemburgo, la chiesa è stata coinvolta nella Ummauerung.
È cattedrale vetero-cattolica dal 1995, anno della traslazione della sede episcopale ceca da Varnsdorf a Praga.

## Architettura
Resti della chiesa romanica si trovano nel coro e nella parte meridionale della nuova chiesa barocca del 1735-1770. Sotto la chiesa fu costruita una Via Crucis, la cui ultima stazione, la cappella del santo Sepolcro del 1732, fu costruita sul modello della basilica del Santo Sepolcro di Gerusalemme.